# Machilly
 Machilly  es una población y comuna francesa, limítrofe con Suiza. Se encuentra en la región de Ródano-Alpes, departamento de Alta Saboya, en el distrito de Saint-Julien-en-Genevois y cantón de Annemasse-Nord.

## Demografía
| 475 | 548 | 635 | 683 | 829 | 862 |
| Para los censos de 1962 a 1999 la población legal corresponde a la población sin duplicidades (Fuente: INSEE [Consultar]) |     |     |     |     |     |